# Astragalus solandri
Astragalus solandri é uma espécie de planta com flor pertencente à família Fabaceae.
A autoridade científica da espécie é Lowe, tendo sido publicada em Hooker's Journal of Botany and Kew Garden Miscellany 8: 294. 1856.

## Portugal
Trata-se de uma espécie presente no território português, nomeadamente no Arquipélago da Madeira.
Em termos de naturalidade é nativa das duas regiões atrás indicadas.

## Protecção
Não se encontra protegida por legislação portuguesa ou da Comunidade Europeia.